# Епархия Арауки
Епархия Арауки (лат. Dioecesis Araucensis) — епархия Римско-Католической церкви с центром в городе Араука, Колумбия. Епархия Арауки входит в митрополию Нуэва-Памплоны. Кафедральным собором епархии Арауки является церковь святой Барбары.

## История
26 мая 1915 года Святой Престол учредил апостольскую префектуру Арауки, выделив её из апостольского викариата Касанаре.
15 июня 1945 года епархия Арауки передала часть своей территории для образования новой апостольской префектуры Лабатеки, которая в 1956 году была упразднена, а её территория была возвращена епархии Арауки.
11 ноября 1970 года Римский папа Павел VI издал буллу «Quoniam praecipuas», которой преобразовал апостольскую префектуру в апостольский викариат.
.
19 июля 1984 года Римский папа Иоанн Павел II выпустил буллу «Accuratissima Summis», которой преобразовал апостольский викариат Арауки в епархию.

## Ординарии епархии
- епископ Émile Larquère C.M.[1] (январь 1916 — 9.11.1923) — назначен префектом апостольского викариата Тьеррадентро;
- епископ José María Potier C.M. (7.05.1924 — 1950);
- епископ Gratiniano Martínez C.M. (27.10.1950 — 1956);
- епископ Luís Eduardo García Rodríguez M.X.Y. (31.07.1956 — 11.11.1970);
- епископ Jesús Emilio Jaramillo Monsalve M.X.Y. (11.11.1970 — 1.10.1989);
- епископ Rafael Arcadio Bernal Supelano C.SS.R. (29.03.1990 — 10.01.2003) — назначен епископом Либано-Хонды;
- епископ Carlos Germán Mesa Ruiz (20.03.2003 — 2.02.2010) — назначен епископом Сокорро-и-Хиля;
- епископ Jaime Muñoz Pedroza (22.10.2010 — по настоящее время).

## Источник
- Annuario Pontificio, Libreria Editrice Vaticana, Città del Vaticano, 2003, ISBN 88-209-7422-3
- Estratto del decreto di erezione della prefettura apostolica, AAS 7 (1915), стр. 288  (лат.)
- Булла Quoniam praecipuas  (лат.)
- Булла Accuratissima Summis  (лат.)